# سازمان بین‌المللی کنترل بیولوژیکی
سازمان بین‌المللی کنترل بیولوژیکی و تلفیقی (IOBC)، سازمانی وابسته به اتحادیه بین‌المللی علوم زیستی (IUBS) است که برای ترویج و مطالعه کنترل بیولوژیکی آفات، مدیریت تلفیقی آفات (IPM) و تولید یکپارچه سازماندهی شده است.

## مقدمه
IOBC به عنوان منبعی برای سازمان‌های بین‌المللی عمل می‌کند، به عنوان مثال: کمیسیون اروپا در مورد استفاده پایدار از آفت‌کش‌ها و وضعیت IPM در اروپا، مقررات EC در مورد عوامل کنترل بیولوژیکی در رابطه با عوامل کنترل بیولوژیکی بی‌مهرگان، گروه مشورتی تحقیقات بین‌المللی کشاورزی در مورد IPM, سازمان حفاظت از گیاهان اروپا و مدیترانه در مورد عوامل کنترل بیولوژیکی و سازمان غذا و کشاورزی در رابطه با کنوانسیون تنوع زیستی.

## تاریخچه و ساختار
تاریخچه کاملی از IOBC در سال ۱۹۸۸ منتشر شد. به‌طور خلاصه، در سال ۱۹۴۸، ایده تشکیل یک سازمان بین‌المللی در زمینه کنترل بیولوژیکی مطرح شد. تا سال ۱۹۵۰، IUBS تصمیم گرفت از تأسیس «کمیسیون بین‌المللی زیست‌شناسی حیوانات» (CILB) به عنوان بخشی از بخش زیست‌شناسی جانوری IUBS حمایت کند و کمیته‌ای برای پیشبرد این مفهوم تأسیس شد. در سال ۱۹۵۵، اساسنامه سازمان جدید توسط IUBS تصویب شد و اولین جلسه عمومی CILB در آنتیب فرانسه برگزار شد. در سال ۱۹۶۵، CILB نام خود را از «کمیسیون» به «سازمان» تغییر داد و بدین ترتیب به «سازمان بین‌المللی کنترل بیولوژیکی حیوانات و گیاهان مضر» تبدیل شد. در سال ۱۹۶۹، تحت نظارت IUBS، توافقی بین سازمان‌ها برای ادغام IOBC و «کمیته مشورتی بین‌المللی برای کنترل بیولوژیکی» (فعال در کشورهای انگلیسی زبان) در یک سازمان بین‌المللی واحد تحت نام IOBC حاصل شد. مجله علمی انتوموپوگا تا زمان جایگزینی، مجله رسمی این سازمان بود. در سال ۱۹۷۱، IOBC جهانی تأسیس شد و IOBC سابق به بخش منطقه‌ای غرب پالئارکتیک تبدیل شد.
شش بخش منطقه‌ای در سراسر جهان وجود دارد:
- آفروتروپیک[۸]
- آسیا و اقیانوسیه[۹]
- پالئارکتیک شرقی[۱۰]
- قطب شمال نزدیک[۱۱]
- نئوتروپیکال[۱۲]
- پالئارکتیک غربی[۱۳]

## اهداف و مقاصد
IOBC توسعه کنترل بیولوژیکی و کاربرد آن در مدیریت تلفیقی آفات و همکاری‌های بین‌المللی را برای این اهداف ترویج می‌دهد.
IOBC اطلاعات مربوط به کنترل بیولوژیکی را جمع‌آوری، ارزیابی و منتشر می‌کند و اقدامات ملی و بین‌المللی در زمینه تحقیق، آموزش پرسنل، هماهنگی کاربرد در مقیاس بزرگ و آگاهی عمومی از اهمیت اقتصادی و اجتماعی کنترل بیولوژیکی را ترویج می‌دهد.
IOBC کنفرانس‌ها، جلسات و سمپوزیوم‌هایی را ترتیب می‌دهد و اقدامات دیگری را برای اجرای اهداف کلی خود انجام می‌دهد.

## جهانی
این سازمان جهانی علاوه بر اینکه به عنوان یک سازمان حمایتی برای شش بخش منطقه‌ای عمل می‌کند، صورتجلسات جلسات، یک خبرنامه و کتاب منتشر می‌کند و دارای ۱۰ گروه کاری است. این گروه‌ها برای بحث در مورد موضوعات خاص، معمولاً آفات کشاورزی که اغلب ممکن است تأثیر جهانی داشته باشند، گرد هم می‌آیند.

### استانداردهای کنترل کیفیت
مجموعه‌ای از استانداردها برای ارزیابی کنترل کیفیت عوامل کنترل بیولوژیکی تولید شده به صورت تجاری تدوین شد. این دستورالعمل‌ها مورد استفاده قرار گرفته‌اند.

### کمیسیون کنترل بیولوژیکی و دسترسی و تقسیم منافع
طبق کنوانسیون تنوع زیستی ۱۹۹۳، کشورها بر منابع ژنتیکی خود، مانند گونه‌هایی که برای استفاده بالقوه در کنترل بیولوژیکی جمع‌آوری می‌شوند، حق حاکمیت دارند. این کنوانسیون به این دلیل وضع شد که سود حاصل از اکتشاف تنوع زیستی به‌طور نامتناسبی نصیب شرکت‌های کشورهای توسعه‌یافته شده است. از آنجا که محققان و شرکت‌های غربی شکایت داشتند که اعطای چنین حقوقی به کشورهای در حال توسعه به دلیل مشکلات جدید در دستیابی قانونی به گونه‌های بالقوه سودآور در چندین کشور، مشکل‌ساز است، کمیسیون کنترل بیولوژیکی و دسترسی و تقسیم منافع در سال ۲۰۰۸ تأسیس شد تا به چنین طرف‌هایی اجازه دسترسی به این منابع را بدهد، با این فرض که هرگونه سود ناشی از چنین دسترسی باید به اشتراک گذاشته شود. طرفین همچنان شکایت دارند که به دسترسی بیشتری به منابع ژنتیکی سایر کشورها نسبت به آنچه این استانداردها اجازه می‌دهند، نیاز دارند.

### بخش منطقه‌ای غرب پالئارکتیک
بخش منطقه‌ای غرب پالئارکتیک (یعنی اروپا) با ۲۰ گروه کاری (که بر محصولات کشاورزی، آفات کشاورزی و سایر موضوعات تمرکز دارند) و پنج کمیسیون که معمولاً در مکان‌های مختلف در کشورهای عضو تشکیل جلسه می‌دهند، فعال‌ترین بخش منطقه‌ای است. این نشریه، بولتن را منتشر می‌کند که در سال ۲۰۰۷ به عنوان یکی از برترین مجلات تحقیقاتی در صنعت ارگانیک معرفی شد.